# Sphaerolaimus micropapillatus
Sphaerolaimus micropapillatus is een rondwormensoort uit de familie van de Sphaerolaimidae. De wetenschappelijke naam van de soort is voor het eerst geldig gepubliceerd in 2006 door Tchesunov & Miljutin.